# Бернардсвилер
Бернардсвилер (фр. Bernardswiller) насеље је и општина у источној Француској у региону Алзас, у департману Доња Рајна која припада префектури Селестат Ерштајн.
По подацима из 2011. године у општини је живело 1.424 становника, а густина насељености је износила 257,5 становника/km². Општина се простире на површини од 5,53 km². Налази се на средњој надморској висини од 225 метара (максималној 311 m, а минималној 183 m).

## Демографија
| 1962. | 1968. | 1975. | 1982. | 1990. | 1999. | 2011. |
| ----- | ----- | ----- | ----- | ----- | ----- | ----- |
| 815   | 989   | 1.018 | 1.031 | 1.056 | 1.220 | 1.424 |

График промене броја становника у току последњих година